# Baltia butleri
Baltia butleri is een vlindersoort uit de familie van de Pieridae (witjes), onderfamilie Pierinae.
Baltia butleri werd in 1882 beschreven door Moore.